# Agnetina
Agnetina és un gènere d'insectes pertanyent a la família dels pèrlids que es troba a Nord-amèrica i Euràsia.

## Taxonomia
- Agnetina abbreviata (Banks, 1948)
- Agnetina aequalis (Banks, 1937)
- Agnetina annulipes (Hagen, 1861)
- Agnetina armata (Banks, 1940)
- Agnetina brevipennis (Navàs, 1912)
- Agnetina cadaverosa (McLachlan, 1875)
- Agnetina capitata (Pictet, 1841)
- Agnetina chrysodes (Navàs, 1919)
- Agnetina circumscripta (Klapálek, 1912)
- Agnetina cocandica (McLachlan, 1875)
- Agnetina curvigladiata (Du & Chou, 1998)
- Agnetina duplistyla (Wu, 1962)
- Agnetina elegantula (Klapálek, 1907)
- Agnetina extrema (Navàs, 1912)
- Agnetina flavescens (Walsh, 1862)
- Agnetina gladiata (Wu, 1962)
- Agnetina immersa (McLachlan, 1875)
- Agnetina jarai (Stark & I. Sivec, 1991)
- Agnetina kryzhanovskii (Sivec & Zhiltzova, 1997)
- Agnetina longihirta (Du & Chou, 1998)
- Agnetina media (Wu, 1933)
- Agnetina multispinosa (Wu, 1938)
- Agnetina navasi (Wu, C.F., 1935)
- Agnetina pedata (Koponen, 1949)
- Agnetina praeusta (Klapálek, 1912)
- Agnetina quadrituberculata (Wu, C.F., 1935)
- Agnetina senilis (Klapálek, 1921)
- Agnetina spinata (Wu, 1947)
- Agnetina starki (Du & Chou, 1998)
- Agnetina werneri (Kempny, 1908)
- Agnetina zwicki (Stark & Sivec, 2008)[6][7][5]